# Podàrgids
Els podàrgids (Podargidae) són una família de l'ordre dels caprimulgiformes, al qual també pertanyen els enganyapastors.

## Morfologia
- Fan 23 – 54 cm de llargària. Molt semblants als autèntics enganyapastors.
- El plomatge va des del bru fins al gris. Gairebé en totes les espècies es poden presentar dues varietats de color. Sempre molt críptic.
- El bec és gran i ganxut i l'obertura bucal és molt gran. Al voltant de les fosses nasals tenen uns "pèls" que tapen en part el bec. Potes i peus febles.
- Ales arrodonides.
- Els joves d'algunes espècies són molt semblants als adults, mentre que d'altres són molt més clars.

## Hàbitat i distribució
Viuen a la selva humida tropical, al sud-est asiàtic i a través d'Indonèsia fins a Austràlia.

## Reproducció
Fan els nius amb branquetes als arbres. Ponen 1 – 3 ous blans que coven uns 30 dies. Els pollets romanen al niu altres 30 dies.

## Alimentació
Bàsicament insectes, però algunes espècies poden també caçar petits vertebrats, incloent-hi ratolins. Solen caçar llançant-se des d'una rama, però també ho fan al vol, com els enganyapastors, malgrat que volen pitjor, o prenent-los de les rames dels arbres.

## Hàbits
Són aus nocturnes.

## Taxonomia
En la família dels podàrgids (Podargidae), se n'han distingit 3 gèneres amb 16 espècies. Alguns autors (Christidis et Boles, 2008) han separat els gèneres en famílies diferents: 
- Gènere Podargus, amb tres espècies.
- Gènere Rigidipenna, amb una espècie: podarg de les Salomó (Rigidipenna inexpectata).
- Gènere Batrachostomus, amb 10 espècies.